# Alida Rossander
Alida Rossander, född 14 januari 1843 i Stockholm, död där 13 november 1909, var en svensk banktjänsteman. 

## Biografi
Alida Rossander var dotter till läkaren Erik Rossander och Johanna Sofia Back samt syster till kirurgiprofessorn Carl Rossander och Jenny Rossander. 
Rossander anställdes 1864 som banktjänsteman vid Stockholms Enskilda Bank tillsammans med Hedvig Arehn, och de blev därmed Sveriges första kvinnor inom detta yrke och ensamma kvinnor inom en annars helmanlig personalstyrka. De anställdes på initiativ av André Oscar Wallenberg, som var intresserad av att öppna upp fler möjligheter för kvinnor trots viss skepsis inom bankens styrelse. De blev föregångare i yrket för sitt kön, och efter dem blev det allt vanligare att anställa kvinnor inom bankväsendet. Hon gick i pension 1891 på grund av en allt värre gikt. 
Vid sidan av sitt arbete i banken drev hon dessutom Rossanderska kursen med sin syster Jenny Rossander från 1865 till 1879; när sedan systern gifte sig med Friedrich von Tschudi, drev hon sedan kursen själv fram till 1882. Hon var därefter en engagerad medlem av styrelsen för Södermalms högre läroanstalt för flickor. Hon ska ha intresserat sig för den samtida kvinnorörelsen, där hennes brorsdotter Gulli Petrini var en ledande gestalt. Hon gjorde i testamentet en donation till Pauliska donationsfonden för pensioner åt äldre yrkeskvinnor.